# Jenkova nagrada
Jenkovo nagrado podeljuje najboljšim pesnikom vsako leto stanovsko Društvo slovenskih pisateljev.

## Prejemniki Jenkove nagrade
- 2024 – Miljana Cunta: Nekajkrat smo zašli, zdaj se vračamo; Robert Simonišek: Vračanje k čistosti
- 2023 – Blaž Božič: Mleček, žbunje: grobovi v njem
- 2022 – Nataša Velikonja:  Prostor sred križišč
- 2021 – Nina Dragičević: To telo, pokončno
- 2020 – Brane Mozetič: Sanje v drugem jeziku
- 2019 – Kaja Teržan: Krog
- 2018 – Tone Škrjanec: Dihaj
- 2017 – Veronika Dintinjana: V suhem doku
- 2016 – Anja Golob: Didaskalije k dihanju
- 2015 – Miklavž Komelj: Noč je abstraktnejša kot n
- 2014 – Anja Golob: Vesa v zgibi
- 2013 – Kristina Hočevar: Na zobeh aluminij, na ustnicah kreda
- 2012 – Janez Ramoveš: Skuz okn strejlam kurente
- 2011 – Primož Čučnik: Kot dar
- 2010 – Ivo Svetina: Sfingin hlev
- 2009 – Aleš Debeljak: Tihotapci
- 2008 – Andrej Medved: Približevanja
- 2007 – Tomaž Šalamun: Sinji stolp
- 2006 – Josip Osti: Vse ljubezni so nenavadne; Miklavž Komelj: Hipodrom
- 2005 – Maja Vidmar: Prisotnost
- 2004 – Ciril Bergles: Moj dnevnik priča; Jože Snoj: Poslikava notranjščine
- 2003 – Brane Mozetič: Banalije
- 2002 – Erika Vouk: Opis slike
- 2001 – Milan Jesih: Jambi
- 2000 – Uroš Zupan: Drevo in vrabec
- 1999 – Niko Grafenauer: Odtisi
- 1998 – Dane Zajc: Dol dol
- 1997 – Peter Semolič: Hiša iz besed
- 1996 – Iztok Osojnik: Klesani kamni; Alojz Ihan: Južno dekle
- 1995 – Boris A. Novak: Mojster nespečnosti
- 1994 – Svetlana Makarovič: Tisti čas
- 1993 – Kajetan Kovič: Sibirski ciklus
- 1992 – Jure Detela: Pesmi
- 1991 – Milan Jesih: Soneti
- 1990 – Milan Dekleva: Odjedanje božjega
- 1989 – Aleš Debeljak: Slovar tišine
- 1988 – Tomaž Šalamun: Mere časa
- 1987 – Veno Taufer: Vodenjaki
- 1986 – Niko Grafenauer: Palimpsesti